# Sug-Aksy
Sug-Aksy (in russo Суг-Аксы? è un villaggio della Repubblica di Tuva, in Russia, centro amministrativo del Sut-Chol'skij kožuun. Aveva, nel 2021, una popolazione di 3 307 abitanti. Il villaggio si trova sulle rive del fiume Chemčik.